# Leopold IV xứ Anhalt
Leopold IV Friedrich, Công tước xứ Anhalt (1 tháng 10 năm 1794 – 22 tháng 5 năm 1871) là một Thân vương đế chế của Đức đến từ Nhà Ascania.
Từ năm 1817 đến năm 1853, ông là người cai trị Công quốc Anhalt-Dessau và từ năm 1847 đến năm 1853, ông cũng là người cai trị Công quốc Anhalt-Köthen. Từ năm 1853 đến năm 1863, ông là người cai trị công quốc Anhalt-Dessau-Köthen hợp nhất và từ năm 1863 ông thừa kế thêm Công quốc Anhalt-Bernburg, kể từ đó 3 công quốc hợp nhất lại thành Công quốc Anhalt và Leopold là công tước đầu tiên.

## Cuộc sống đầu đời
Leopold sinh ra tại Dessau vào ngày 1 tháng 10 năm 1794, là con trai cả của Friedrich, Công tử thừa kế xứ Anhalt-Dessau và Amalie xứ Hessen-Homburg, con gái của Friedrich V xứ Hessen-Homburg.
Sau cái chết sớm của cha mình vào năm 1814, ông trở thành người thừa kế Công quốc Anhalt-Dessau.

## Cai trị
Sau cái chết của ông nội là Công tước Leopold III, ông kế vị làm công tước xứ Anhalt-Dessau vào ngày 9 tháng 8 năm 1817, lúc đó ông đã 23 tuổi.
Trong cuộc Cách mạng 1848, ông buộc phải ban hành hiến pháp cho Dessau vào ngày 29 tháng 10 năm 1848. Tuy nhiên, hiến pháp đã bị thu hồi vào ngày 4 tháng 11 năm 1849, sau đó được thay thế bằng một phiên bản mới vào tháng 10 năm 1859. Leopold vẫn duy trì tình bạn với viên chức hành chính của mình là Wilhelm Christian Raster, mặc dù con trai của Raster là Hermann Raster, đã tham gia vào các cuộc cách mạng chống lại vương quyền của ông. Raster trẻ tuổi đã được cho 2 lựa chọn, nếu ở lại Anhalt-Dessau thì ông phải đối mặt với việc truy tố hình sự vì vai trò của mình trong cuộc Cách mạng hoặc tự do di cư khỏi đất nước như những người Forty-eighters khác. Raster đã đưa ra lựa chọn thứ hai và cuối cùng trở thành một thủ lĩnh chính trị quyền lực của Đảng Cộng hòa tại Hoa Kỳ.
Vào ngày 27 tháng 11 năm 1847, ông thừa kế Công quốc Anhalt-Köthen từ người anh họ xa của mình là Công tước Heinrich. Kết quả của một hiệp ước được ký kết với Anhalt-Bernburg vào tháng 5 năm 1853, các công quốc của ông đã được sáp nhập lại với nhau và được đặt tên là Anhalt-Dessau-Köthen, bởi vì việc Leopold cuối cùng thừa kế tất cả các công quốc Anhalt dường như là điều không thể tránh khỏi. Cái chết của một người anh em họ xa khác, Công tước Alexander Karl xứ Anhalt-Bernburg, vào ngày 19 tháng 8 năm 1863 đã dẫn đến việc dòng dõi cai trị của công quốc Anhalt-Bernburg bị xóa sổ, do đó Leopold cũng thừa kế công quốc này. Vào ngày 30 tháng 8, ông đã nhận tước hiệu "Công tước xứ Anhalt".
Leopold qua đời tại Dessau vào ngày 22 tháng 5 năm 1871. Ông được kế vị bởi con trai mình là Công tử Friedrich.

## Hôn nhân và hậu duệ

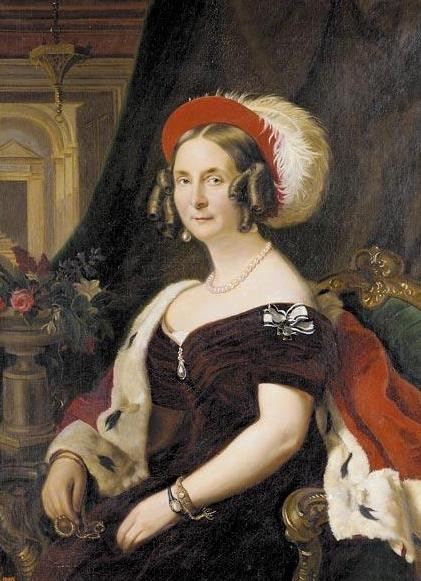
Vợ của Leopold là Vương nữ Frederica Wilhelmina của Phổ

Tại Berlin của Vương quốc Phổ vào ngày 18 tháng 4 năm 1818, Leopold kết hôn với Vương tôn nữ Frederica của Phổ (sinh tại Berlin, ngày 30 tháng 9 năm 1796 - mất tại Dessau, ngày 1 tháng 1 năm 1850), con gái của Vương tử Friedrich Ludwig Karl của Phổ (anh trai của Vua Friedrich Wilhelm III của Phổ) với vợ là Friederike xứ Mecklenburg-Strelitz; thông qua cuộc hôn nhân cuối cùng của mẹ bà, bà là chị gái cùng cha khác mẹ của Vua Georg V của Hannover. Họ đã đính hôn từ ngày 17 tháng 5 năm 1816, vì mối quan hệ này đã được triều đình Phổ sắp xếp. Mối quan hệ triều đại này là biểu hiện của chính sách ủng hộ Vương quốc Phổ của Leopold.
Họ có 6 người con:
| Name                            | Sinh                 | Mất                  | Chú thích                                                                  |
| ------------------------------- | -------------------- | -------------------- | -------------------------------------------------------------------------- |
| Fredericka Amalie Auguste       | 28 tháng 11 năm 1819 | 11 tháng 12 năm 1822 |                                                                            |
| Công nữ Fredericka Amalie Agnes | 24 tháng 6 năm 1824  | 23 tháng 10 năm 1897 | kết hôn vào ngày 28 tháng 4 năm 1853 với Ernst I xứ Sachsen-Altenburg.     |
| Một người con trai              | 3 tháng 8 năm 1825   | 3 tháng 8 năm 1825   | cậu bé đã chết lưu hoặc chết ngay sau khi sinh.                            |
| Một người con trai              | 3 tháng 11 năm 1827  | 3 tháng 11 năm 1827  | cậu bé đã chết lưu hoặc chết ngay sau khi sinh.                            |
| Friedrich I xứ Anhalt           | 29 tháng 4 năm 1831  | 24 tháng 1 năm 1904  | kết hôn vào ngày 22 tháng 4 năm 1854 với Antoinette xứ Sachsen-Altenburg.  |
| Công nữ Maria Anna              | 14 tháng 9 năm 1837  | 12 tháng 5 năm 1906  | kết hôn vào ngày 29 tháng 11 năm 1854 với Friedrich Karl Nikolaus của Phổ. |

## Vinh dự
Ông đã nhận được những huân chương và huy chương sau đây:
- Austrian Empire:
  - Army Cross (1813/14)
  - Grand Cross of the Royal Hungarian Order of St. Stephen, 1832[8]
- Baden: Grand Cross of the House Order of Fidelity, 1814[9]
- Kingdom of Prussia:
  - Knight of the Black Eagle, 30 March 1817[10]
  - Knight of the Red Eagle, 1st Class
- Russian Empire:
  - Knight of St. Andrew, 17 November 1834[11]
  - Knight of St. Alexander Nevsky
  - Knight of St. Anna, 1st Class
- Kingdom of Poland: Knight of the White Eagle
- Ascanian duchies: Joint Founder and Grand Master of the Order of Albert the Bear, 18 November 1836[12]
- Kingdom of Hanover:
  - Grand Cross of the Royal Guelphic Order, 1839[13]
  - Knight of St. George, 1840[13]
  - Grand Cross of the Order of Ernst August
- Denmark: Knight of the Elephant, 25 December 1840[14]
- Ernestine duchies: Grand Cross of the Saxe-Ernestine House Order, March 1843[15]
- Oldenburg: Grand Cross of the Order of Duke Peter Friedrich Ludwig, with Golden Crown, 18 April 1854[16]
- Kingdom of Bavaria: Knight of St. Hubert, 1854[17]
- Nassau: Knight of the Gold Lion of Nassau, May 1862[18]
- Sweden-Norway: Knight of the Seraphim, 14 May 1864[19]
- Kingdom of Saxony: Knight of the Rue Crown, 1867[20]